# Coridorul Drocea - Codru Moma
Coridorul Drocea - Codru Moma este o arie protejată (arie specială de conservare — SAC, sit de importanță comunitară — SCI) din România, desemnată în scopul protejării biodiversității și menținerii într-o stare de conservare favorabilă a florei spontane și faunei sălbatice, precum și a habitatelor naturale de interes comunitar aflate în arealul zonei de protecție. Aceasta se întinde pe o suprafață de 3.231,5 ha, integral pe uscat.

## Localizare
Situl Coridorul Drocea - Codru Moma se întinde pe teritoriile administrative ale comunelor Buteni, Dezna și Dieci; și pe cel al orașului Sebiș din județul Arad. Centrul acestuia este situat la coordonatele 46°23′09″N 22°16′49″E / 46.385875°N 22.280278°E.

## Înființare
Situl Coridorul Drocea - Codru Moma a fost declarat sit de importanță comunitară (ROSCI0289) în septembrie 2011 pentru a proteja 6 specii de animale. Situl a fost protejat și ca arie specială de conservare în mai 2022.

## Biodiversitate
Situată în ecoregiunile continentală și panonică, aria protejată nu include niciun habitat protejat.
La baza desemnării sitului se află mai multe specii protejate:
- amfibieni (2): izvoraș-cu-burta-galbenă (Bombina variegata), triton cu creastă (Triturus cristatus)
- mamifere (3): lupul (Canis lupus), râs eurasiatic (Lynx lynx), urs brun (Ursus arctos)
- nevertebrate (1): Vertigo angustior (melc)